# Чистый Чандак (озеро)
Чистый Чандак (каз. Таза Шаңдақ) — озеро в Фёдоровском районе Костанайской области Казахстана. Находится в западе Чистый Чандак (бывший свх Федоровский).
По данным топографической съёмки 1943 года, площадь поверхности озера составляет 1,51 км². Наибольшая длина озера — 1,6 км, наибольшая ширина — 1 км. Длина береговой линии составляет 6,3 км, развитие береговой линии — 1,33. Озеро расположено на высоте 174,6 м над уровнем моря (по другим данным — 176,3 метра).